# 左駿章
左駿章，安徽涇縣人。清朝政治人物，同進士出身。

## 生平
道光二十七年（1847年）張之萬榜三甲進士，與沈桂芬、李鴻章、沈葆楨等同年。曾任河南新蔡縣、魯山縣知縣。光緒年間纂修《涇川左氏家譜》。